# Paolo Renda
Paolo Renda, né le 10 septembre 1939 en Sicile et déclaré mort en 2018, est un membre influent de la mafia montréalaise affiliée à la Famille Rizzuto. Considéré comme le consigliere du clan, il a disparu en mai 2010 dans des circonstances laissant présumer un enlèvement, sans que son corps ne soit jamais retrouvé.

## Biographie

### Jeunesse
Paolo Renda immigre au Canada en 1954 avec ses parents. Il épouse en 1964 Maria Rizzuto, sœur de Vito Rizzuto, scellant ainsi son appartenance à la famille mafieuse. Il commet son premier crime le 16 mai 1968, en incendiant son propre salon de coiffure avec l'aide de Vito Rizzuto pour toucher une indemnisation d'assurance, ce qui lui vaut une peine de prison de quatre ans,.

### Années 1970
Dès les années 1970, il s'aligne avec la faction sicilienne opposée au clan calabrais Cotroni, dirigé par Paolo Violi. Il est soupçonné d'avoir fui temporairement au Venezuela pour échapper à une arrestation en lien avec l'assassinat de Violi, mais n'a jamais été inculpé,,.

### Rôle au sein du clan Rizzuto
Durant les années 1980 à 2000, Renda agit dans l'ombre comme homme de confiance, conseiller et gestionnaire financier du clan Rizzuto. Il est propriétaire de l'entreprise Construction Renda et actionnaire avec des membres de la famille Rizzuto. Il habite sur l'avenue Antoine-Berthelet dans le quartier Cartierville à Montréal, où logent aussi Nicolo et Vito Rizzuto,.
Son rôle de consigliere est confirmé par les autorités lors de l'opération Colisée de la GRC en 2006, qui le place au cœur des activités financières de l'organisation, faisant de lui une des cibles principales de l'opération. Il y est filmé à de nombreuses reprises au café Consenza, considéré comme le quartier général du clan, recevant de l'argent ou arbitrant des différends,,.
Il est arrêté le 22 novembre 2006 et plaide coupable à des accusations de gangstérisme et de recel d'argent criminel. Il est condamné à six ans de prison, peine qu'il purge jusqu'à sa libération conditionnelle en février 2010,,,, soit aux deux tiers de sa peine.

### Disparition
Le 20 mai 2010, alors qu'il est en liberté conditionnelle, Renda disparaît à Montréal. Selon sa famille, il revenait du marché après être passé par le complexe funéraire familial Loreto dans l'arrondissement Saint-Léonard,,,. Sa voiture est retrouvée sur le boulevard Gouin, portières déverrouillées, clés dans le contact, et des steaks encore froids à l'intérieur,,,,. Des témoins affirment avoir vu deux hommes de forte stature, possiblement déguisés en policiers, le forcer à monter dans une voiture noire munie de gyrophares,.
L'affaire est traitée comme un enlèvement par le Service de police de la Ville de Montréal (SPVM). Aucune rançon n'est jamais réclamée, et aucune trace financière de Renda n'est relevée après sa disparition,,. Le contexte est marqué par de fortes tensions internes et des assassinats ciblés au sein de la mafia montréalaise, notamment ceux de Nick Rizzuto Junior en 2009, de Nicolo Rizzuto et de Agostino Cuntrera en 2010,,,.
En janvier 2013, la Cour supérieure du Québec rejette une première requête de la famille visant à obtenir un jugement déclaratif de décès, estimant que les preuves étaient insuffisantes. Toutefois, une seconde demande est accueillie en 2018. Le juge conclut que Renda est mort le 20 mai 2010, soit le jour de sa disparition.